# Majid Jordan
Majid Jordan, voorheen bekend als Good People, is een Canadees r&b-duo, bestaande uit Majid Al Maskati en Jordan Ullman. Majid is de zanger van de formatie en Jordan is de producer. Het duo staat onder contract bij het muzieklabel van Drake, OVO Sound.
De twee ontmoetten elkaar op de Universiteit van Toronto en brachten in die periode onder de naam Good People op SoundCloud de ep Afterhours uit.

## Discografie

### Ep's
- Afterhours (2013)
- A Place Like This (2014)
- Majid Jordan (2015)